# سیارک ۲۱۶۱۳
سیارک ۲۱۶۱۳ (به انگلیسی: 21613 Schlecht، نامگذاری:1999JF68) بیست و یک هزار و ششصد و سیزدهمین سیارک کشف شده‌است که در ۱۲ مه ۱۹۹۹ کشف شد.
قدر مطلق سیارک برابر ۱۳.۵ است.